# 탬신 에저턴
탬신 에저턴(Tamsin Egerton, 1988년 11월 26일 ~ )은 잉글랜드의 배우, 모델이다.

## 출연 작품

### 영화
- 러브, 로지 - 샐리 역
- 퀸 앤드 컨트리 - 오필리아 역
- 킬링 지저스
- 그림스비: 용감한 형제

### 텔레비전
- 나폴레옹 (A&E) - 미스 벳시 발콤 역